# Laura Fraser
Laura Fraser, född 24 juli 1975 i Glasgow, Skottland, Storbritannien, är en brittisk skådespelerska. Fraser är bland annat känd för sin roll som Lydia Rodarte-Quayle i den kritikerrosade serien Breaking Bad.

## Filmografi

### Filmer
| År   | Titel                              | Roll                 | Notering |
| ---- | ---------------------------------- | -------------------- | -------- |
| 1995 | Good Day for the Bad Guys          | Rödluvan             | Kortfilm |
| 1996 | Small Faces                        | Joanne Macgowan      |          |
| 1997 | The Investigator                   | Louise Marshall      | TV-film  |
| 1997 | Summer of Love                     | Isabel               | TV-film  |
| 1997 | Paris, Brixton                     | Amanda               | Kortfilm |
| 1998 | Left Luggage                       | Chaya Silberschmidt  |          |
| 1998 | The Tribe                          | Megan                | TV-film  |
| 1998 | Mannen med järnmasken              | Bedroom Beauty       |          |
| 1998 | Cousin Bette                       | Mariette             |          |
| 1998 | Divorcing Jack                     | Margaret             |          |
| 1999 | Virtual Sexuality                  | Justine Alice Parker |          |
| 1999 | En julsaga                         | Belle                | TV-film  |
| 1999 | Whatever Happened to Harold Smith? | Joanna Robinson      |          |
| 1999 | Titus                              | Lavinia              |          |
| 2000 | Kevin & Perry Go Large             | Candice              |          |
| 2001 | A Knight's Tale                    | Kate                 |          |
| 2001 | Vanilla Sky                        | The Future           |          |
| 2001 | Station Jim                        | Harriet Collins      | TV-film  |
| 2003 | Den of Lions                       | Katya Paskevic       |          |
| 2003 | Devil's Gate                       | Rachel               |          |
| 2003 | 16 Years of Alcohol                | Helen                |          |
| 2003 | Coney Island Baby                  | Bridget              |          |
| 2003 | The Old One                        | Jane Doe             | Kortfilm |
| 2004 | Iron Jawed Angels                  | Doris Stevens        | TV-film  |
| 2006 | Nina's Heavenly Delights           | Lisa MacKinlay       |          |
| 2006 | Land of the Blind                  | Madeleine            |          |
| 2006 | The Flying Scotsman                | Anna Obree           |          |
| 2007 | Reichenbach Falls                  | Clara                | TV-film  |
| 2008 | Florence Nightingale               | Florence Nightingale | TV-film  |
| 2009 | No Holds Bard                      | Sarah Rutherford     | TV-film  |
| 2009 | Cuckoo                             | Polly                |          |
| 2009 | The Boys Are Back                  | Katy                 |          |
| 2010 | You Were Perfectly Fine            | Kvinna               | Kortfilm |
| 2011 | Flutter                            | Helen                |          |
| 2013 | Wish You Well                      | Amanda Cardinal      |          |

### TV-serier
| År        | Titel                | Roll                 | Notering                    |
| --------- | -------------------- | -------------------- | --------------------------- |
| 1996      | Casualty             | Gemma McEnery        | Episod: "For Your Own Good" |
| 1996      | Neverwhere           | Door                 | 6 avsnitt                   |
| 2004      | Conviction           | Lucy Romanis         | 6 avsnitt                   |
| 2004      | He Knew He Was Right | Emily Trevelyan      | 4 avsnitt                   |
| 2005      | Casanova             | Henriette            | 3 avsnitt                   |
| 2007      | Talk to Me           | Claire               | 4 avsnitt                   |
| 2008      | The Passion          | Abigail              |                             |
| 2010      | Single Father        | Rita Morris          | 4 avsnitt                   |
| 2010–2012 | Lip Service          | Cat MacKenzie        | 8 avsnitt                   |
| 2012–2013 | Breaking Bad         | Lydia Rodarte-Quayle | 10 avsnitt                  |
| 2014      | Black Box            | Regan Black          | 13 avsnitt                  |
| 2014      | Castles in the Sky   | Margaret             |                             |
| 2021      | The Pact             |                      |                             |